# Лопатева черепаха плямиста
Лопатева черепаха плямиста (Lissemys punctata) — вид черепах з роду Індійські лопатеві черепахи родини М'якотілі черепахи. Має 3 підвиди.

## Опис
Загальна довжина карапаксу досягає 37 см. Голова товста та широка. Ніс короткий, губи дуже м'ясисті. Панцир округлий, порівняно високий, має більше окостеніння, ніж у всіх інших видів родини М'якотілі черепахи. Спинний панцир обрамлений декількома кістковими пластинками, в черевному щиті кісткові поля величезні, а хрящові проміжки вузькі. Цікаві захисні пристосування — парні шкірясті клапани на задній частині пластрона, що прикривають втягнуті задні ноги. Крім цього, при небезпеці черепаха змикає передні краї пластрона і карапакса, вкриваючи голову та передні лапи.
Карапакс забарвлено у зеленувато—коричневий колір з жовтими плямами. Звідси походить назва цієї черепахи.

## Спосіб життя
Полюбляє ставки, річки, озера. Активна вночі. Це дуже обережна черепаха. Харчується рибою, земноводними, особливо жабами, молюсками, водяними рослинами, травою.
Статева зрілість настає у 3 роки. Самиці відкладають від 2 до 16 яєць, інколи до 40. За сезон буває від 2 до 3 кладок. Розвиток черепашенят у яйці відбувається повільно і триває від 9 до 15 місяців.
Широко вживається в їжу місцевими жителями. Часто тримається у тераріумах, на відміну від інших своїх родичів, ніколи не кусається.

## Розповсюдження
Мешкає у західному Пакистані, Індії, Непалі, Бангладеш, М'янмі та на о.Шрі-Ланка.

## Підвиди
- Lissemys punctata punctata
- Lissemys punctata andersoni
- Lissemys punctata vittata